# مجلس السياسة الداخلية للولايات المتحدة
مجلس السياسة الداخلية للولايات المتحدة ( DPC )هو المنتدى الرئيسي الذي يستخدمه رئيس الولايات المتحدة للنظر في مسائل السياسة المحلية ، باستثناء المسائل الاقتصادية التي هي من اختصاص المجلس الاقتصادي الوطني . يشكل المجلس جزءًا من مكتب سياسة البيت الأبيض ، والذي يحتوي على مجلس السياسة الداخلية DPC ، والمجلس الاقتصادي الوطني ، ومكاتب فرعية مختلفة ، مثل مكتب السياسة الوطنية لمكافحة الإيدز . يُطلق على مدير DPC لقب مساعد الرئيس ومدير مجلس السياسة المحلية.

## التاريخ والرسالة
تأسس مجلس السياسة المحلية في 11 أبريل 1985 من قبل الرئيس رونالد ريغان. كان أول مدير تنفيذي للمجلس هو الدكتور رالف بليدسو. أعاد الرئيس جورج بوش تأسيس المجلس في 8 فبراير 1989 ، وعيّن الدكتور كينيث ييل مديراً تنفيذياً للمجلس. في 16 أغسطس 1993 ، تم توسيعه عبر الامر التنفيذي الذي يحمل رقم12859 بتاريخ ( August 16, 1993) والذي يحمل اسم Establishment of the Domestic Policy Council. يشرف المجلس على تطوير وتنفيذ أجندة السياسة الداخلية للرئيس ، ويضمن التنسيق والتواصل بين رؤساء المكاتب والهيئات الاتحادية ذات الصلة.
حتى قبل الإنشاء الرسمي لـ DPC ، كان هناك شكل من أشكال موظفي السياسة المحلية موجودًا في البيت الأبيض منذ الستينيات. قام الرئيس ليندون جونسون بتعيين مساعد رفيع المستوى لتنظيم الموظفين وتطوير السياسة الداخلية. في عام 1970 ، أصدر الرئيس ريتشارد نيكسون أمرًا تنفيذيًا أنشأ مكتب تطوير السياسات ، وهو مكتب كبير في البيت الأبيض له سلطة قضائية على السياسة الاقتصادية والمحلية. قام الرئيس بيل كلينتون مرة أخرى بتغيير الهيكلية من خلال تقسيم المكتب، وتشكيل مجلس السياسة المحلية الحالي والمجلس الاقتصادي الوطني ، وكلاهما موجودان اليوم تحت مظلة مكتب سياسة البيت الأبيض، والذي يمكن أن يعرف أيضًا باسم مكتب تطوير السياسات.

## الاعضاء
| هيكل وعضوية مجلس السياسة الداخلية للولايات المتحدة DPC (اعتبارًا من مايو 2020) | هيكل وعضوية مجلس السياسة الداخلية للولايات المتحدة DPC (اعتبارًا من مايو 2020) |
| ----------------------------------------------------------------------------- | --- |
| الرئيس                                                                        | - دونالد ترامب ( الرئيس ) |
| المدير المسؤول                                                                | - بروك رولينز (مساعد الرئيس للمبادرات الإستراتيجية) |
| النائب                                                                        | - لانس ليجيت (نائب مساعد الرئيس للسياسة الداخلية) |
| الحضور الدائم                                                                 | - مايك بنس ( نائب رئيس الولايات المتحدة ) - وليام بار ( المدعي العام ) - اليكس عازار ( وزير الصحة والخدمات الإنسانية ) - تشاد وولف ( وزير الأمن الداخلي ) - يوجين سكاليا ( وزير العمل ) - روبرت ويلكي ( وزير شؤون المحاربين القدامى ) - ديفيد برنهارد ( وزير الداخلية ) - بيتسي ديفوس ( وزيرة التربية والتعليم ) - بن كارسون ( وزير الإسكان والتنمية الحضرية ) - سوني بيرديو ( وزير الزراعة ) - إيلين تشاو ( وزيرة النقل ) - ويلبر روس ( وزير التجارة ) - ريك بيري ( وزير الطاقة ) - ستيفن منوشين ( وزير الخزانة ) |
| المشاركين الاضافيين                                                           | - أندرو ويلر (مدير وكالة حماية البيئة ) - كيفين هاسيت (رئيس مجلس المستشارين الاقتصاديين ) - ميك مولفاني (مدير مكتب الإدارة والميزانية ) - لاري كودلو ( مساعد الرئيس للسياسة الاقتصادية ) - جيمس دبليو كارول (مدير مكتب السياسة الوطنية لمكافحة المخدرات ) |

## مساعدو الرئيس للسياسة الداخلية
| صاحب مكتب                  | بداية الفصل الدراسي     | نهاية المدة             | رئيس               |
| -------------------------- | ----------------------- | ----------------------- | ------------------ |
| بات موينيهان Urban Affairs | 23 يناير 1969           | 4 نوفمبر 1969           | ريتشارد نيكسون     |
| جون ايرليشمان              | 4 نوفمبر 1969           | 30 أبريل 1973           | ريتشارد نيكسون     |
| ملفين ليرد                 | 1 مايو 1973             | 8 يناير 1974            | ريتشارد نيكسون     |
| كينيث ريس كول جونيور       | 8 يناير 1974            | 28 فبراير 1975          | ريتشارد نيكسون     |
| كينيث ريس كول جونيور       | 8 يناير 1974            | 28 فبراير 1975          | جيرالد فورد        |
| جيمس كانون                 | 28 فبراير 1975          | 20 يناير 1977           |                    |
| ستو ايزنستات               | 20 يناير 1977           | 20 يناير 1981           | جيمي كارتر         |
| شاغر                       | 20 يناير 1981           | 20 يونيو 1985           | رونالد ريغان       |
| رالف بليدسو                | 20 يونيو 1985           | 30 مارس 1987            | رونالد ريغان       |
| كين كريب                   | 30 مارس 1987            | 2 ديسمبر 1987           | رونالد ريغان       |
| ديفيد ماكنتوش              | 2 ديسمبر 1987           | 8 سبتمبر 1988           | رونالد ريغان       |
| دان كريبن                  | 8 سبتمبر 1988           | 20 يناير 1989           | رونالد ريغان       |
| روجر بورتر                 | 20 يناير 1989           | 20 يناير 1993           | جورج اتش دبليو بوش |
| كارول راسكو                | 20 يناير 1993           | 20 ديسمبر 1996          | بيل كلينتون        |
| بروس ريد                   | 20 ديسمبر 1996          | 20 يناير 2001           | بيل كلينتون        |
| جون بريدجيلاند             | 20 يناير 2001           | 30 يناير 2002           | جورج دبليو بوش     |
| مارجريت هجاء               | 30 يناير 2002           | 5 يناير 2005            | جورج دبليو بوش     |
| كلود ألين                  | 5 يناير 2005            | 9 فبراير 2006           | جورج دبليو بوش     |
| كارل زينسميستر             | 24 مايو 2006            | 20 يناير 2009           | جورج دبليو بوش     |
| ميلودي بارنز               | 20 يناير 2009           | 2 يناير 2012            | باراك اوباما       |
| سيسيليا مونيوز             | 10 يناير 2012           | 20 من كانون الثاني 2017 | باراك اوباما       |
| أندرو برمبرغ               | 20 من كانون الثاني 2017 | 2 فبراير 2019           | دونالد ترمب        |
| جو جروجان                  | 2 فبراير 2019           | 24 مايو 2020            | دونالد ترمب        |
| بروك رولينز Acting         | 24 مايو 2020            | حاضر                    | دونالد ترمب        |